# Alice Jacob
Alice Jacob (26 janvier 1862 - 31 juillet 1921) est une illustratrice botanique, dessinateur de dentelles et enseignante de design irlandaise.

## Biographie
Alice Jacob est née en 1862 en Nouvelle-Zélande de parents Irlandais. La famille retourne en Irlande en 1871 pour à vivre à Dublin. Sa famille est quakers et son père Anthony Pim Jacob gère un hôtel de tempérance au 88 Thomas de la Rue. Alice Jacob étudie à la Dublin Metropolitan School of Art (DMSA) et reçoit la bourse d'études du Gilchrist Trust en 1882 et une scolarité gratuite en 1888. Elle meurt à Dublin le 31 juillet 1921.

## Carrière artistique
Alice Jacob est une artiste à succès, célèbre à son époque. Elle est lauréate de l'Art Industries competition au salon du cheval de 1890 à la Royal Dublin Society. En 1891, la Kyrle Society à Londres lui décerne un prix pour une frise qu'elle a peinte. Son travail est exposé à l'exposition Art de la femme à Paris entre 1891 et 1893. Alice Jacob dessine et peint un ensemble de porcelaine Belleek pour le docteur Perceval Wright, professeur de botanique au Trinity College à Dublin. Son travail est sélectionné par le gouvernement hongrois en 1898 pour être exposé dans le nouveau musée de l'Art industriel à Budapest. Elle travaille à la Cork School of Art and Rathmines Technical School et est nommée professeur de design et d'ornements au DMSA en 1898. Elle collabore avec le révérend F. C. Hayes sur la production d'illustrations pour Un livre pratique de l'horticulture. Une introduction à la théorie et à la pratique du jardinage. Jacob est principalement une dessinatrice de dentelles, fournissant des dessins à de nombreuses entreprises textiles au cours de sa carrière, devenant très établie dans ce domaine dans les années 1900. Une grande partie de ce travail est inspiré par ses études botaniques, avec des éléments intégrés à la conception de la dentelle, du damassé, de la broderie, du crochet, ou de la peinture sur soie. Elle est souvent lauréate de prix à Londres et fait partie du mouvement souhaitant élever la position de l'artisanat dans le monde de l'art.

## Illustrations botaniques
En 1908, elle succède à Lydia Shackleton comme artiste en résidence et illustratrice botanique aux National Botanic Gardens. En particulier, elle produit des illustrations de la collection d'orchidées de Sir Frederick Moore, peignant plus de 150 illustrations de 1908 à 1919. Son travail est manifestement différente de celui de Shackleton. Ses illustrations sont rigoureuses sur le plan scientifique, représentant l'échantillon sous de nombreux angles et comprenant des dissections et des agrandissements. Elle a étudié la langue irlandaise et a été membre de la Gaelic League. Elle signe et date ses tableaux à l'aide de l'écriture gaélique 